# Bergkirche
Als Bergkirche oder Bergkapelle wird eine Kirche oder Kapelle auf einer Erhebung bezeichnet.

## Liste von Bergkirchen

### Deutschland
- Alf: Bergkapelle Alf
- Altenberg: Bergkirche Kipsdorf
- Amberg: Wallfahrtskirche Maria Hilf (Amberg)
- Annaberg-Buchholz: Bergkirche St. Marien (Annaberg-Buchholz)
- Bad Bergzabern: Bergkirche (Bad Bergzabern)
- Bad Bocklet, Ortsteil Steinach: Bergkapelle (Steinach)
- Bad Langensalza: Bergkirche (Bad Langensalza)
- Bad Muskau: Bergkirche (Bad Muskau)
- Bad Rappenau, Ortsteil Heinsheim: Bergkirche Heinsheim
- Bahlingen am Kaiserstuhl: Bergkirche (Bahlingen am Kaiserstuhl)
- Bebra, Ortsteil Asmushausen: Bergkirche (Asmushausen)
- Bensheim, Stadtteil Auerbach: Bergkirche Auerbach an der Bergstraße
- Beucha: Bergkirche Beucha
- Büchenbronn: Bergkirche Büchenbronn
- Büsingen am Hochrhein: Bergkirche St. Michael
- Burladingen: Salmendinger Kapelle
- Colditz, Stadtteil Schönbach: Bergkirche Schönbach
- Eilenburg: Marienkirche (Eilenburg)
- Erolzheim: Bergkapelle (Erolzheim)
- Eschenbach in der Oberpfalz: Bergkirche Maria-Hilf
- Frankfurt am Main, Stadtteil Sachsenhausen: Bergkirche (Frankfurt am Main)
- Freiburg im Breisgau: Bergkirche Freiburg-Opfingen
- Gau-Odernheim: St. Peter (Gau-Odernheim) auf dem Petersberg, Rheinland-Pfalz, Ruine
- Gehlberg: Bergkirche (Gehlberg)
- Gründau, Ortsteil Niedergründau: Bergkirche Niedergründau
- Helmstedt: St.-Stephani-Kirche
- Illingen (Saar): Bergkapelle (Illingen)
- Kitzingen, Stadtteil Hohenfeld: Bergkirche (Hohenfeld)
- Klettgau, Ortsteil Erzingen: Bergkapelle (Erzingen)
- Leutkirch im Allgäu, Ortsteil Ellmeney: Bergkapelle Ellmeney
- Marquartstein: Schnappenkirche
- Masserberg: Bergkirche Masserberg
- Neustadt bei Coburg, Stadtteil Höhn: Bergkirche Höhn
- Nierstein: St. Kilian (Nierstein)
- Nordhausen: St. Maria auf dem Berg
- Obernhau: Bergkirche (Oberneuschönberg)
- Osnabrück: Bergkirche (Osnabrück)
- Osthofen: Bergkirche (Osthofen)
- Oybin: Bergkirche Oybin
- Parkstein: Bergkirche St. Maria auf dem Parkstein
- Petersberg (Hessen): St. Peter, Hessen
- Pforzheim: Bergkirche Büchenbronn
- Ratzeburg: St. Georg auf dem Berge
- Reit im Winkl: St. Johannes der Täufer (Winklmoos)
- Schleiz: Bergkirche St. Marien (Schleiz)
- Schönau im Schwarzwald: Bergkirche (Schönau)
- Schöppingen: Bergkapelle auf dem Schöppinger Berg
- Sitzendorf: Bergkirche Sitzendorf
- Sulzbach-Rosenberg: St.-Anna-Kirche auf dem Annaberg
- Teningen, Ortsteil Nimburg: Bergkirche Nimburg
- Tharandt: Bergkirche Tharandt, Sachsen
- Udenheim: Bergkirche Udenheim
- Waldböckelheim: Bergkirche (Waldböckelheim)
- Weikersheim, Ortsteil Laudenbach: Bergkirche Laudenbach
- Wernigerode, Stadtteil Schierke: Bergkirche Schierke
- Wiesbaden: Bergkirche (Wiesbaden)
- Worms, Stadtteil Hochheim: Bergkirche (Worms-Hochheim)
- Wurmlingen: Sankt-Remigius-Kapelle
- Zwiesel: Bergkirche (Zwiesel)
- Zwingenberg: Bergkirche Zwingenberg an der Bergstraße

### Belgien
- Bergkapelle (Eupen), Eupen, Provinz Lüttich

### Frankreich
- Mont-Saint-Michel (Abtei), Normandie
- Mont Thabor, Auvergne-Rhône-Alpes

### Italien
- Heiligkreuz auf Ritzlar, Südtirol

### Niederlande
- Bergkirche (Deventer)

### Österreich
- Bergkirche Eisenstadt (Haydnkirche), Burgenland
- Bergkirche (Stoob), Burgenland
- Bergkirche Klaus, Oberösterreich
- Filialkirche St. Georg am Georgenberg, Salzburger Land
- Friedenskirche Hochgründeck, Salzburger Land
- Hörndlkapelle, Salzburger Land
- Florianikirche (Graz), Steiermark
- St. Johann und Paul (Graz), Steiermark
- Maria Brettfall, Tirol
- Wallfahrtskirche Maria Rast am Hainzenberg, Tirol
- Prinz-Heinrich-Kapelle, Tirol
- Salvenkirchl, Tirol
- Bergkirche Rodaun, Wien-Liesing

### Rumänien
- Sighișoara: Schäßburger Bergkirche

### Schweiz
- Staufbergkirche, Kanton Aargau
- Bergkirchli Arosa, Kanton Graubünden
- Bergkirche Amden, Kanton St. Gallen
- Bergkirche St. Moritz, Hallau, Kanton Schaffhausen
- Bergkirche St. Nikolaus (Rheinau ZH)